# مويرا غيب
مويرا غيب (بالإنجليزية: Moira Gibb)‏ هي موظفة مدنية بريطانية، ولدت في أبريل 1950.